# The Mindbenders
The Mindbenders – brytyjski zespół beatowy, istniejący w latach 1963–1968, jeden z przedstawicieli brytyjskiej inwazji w latach 60. Zaznaczył swoją obecność na listach przebojów takimi hitami jak „The Game of Love” (1965) i „A Groovy Kind of Love” (1966).

## Historia

### 1962/1963
W 1962 roku manchesterski piosenkarz Wayne Fontana założył zespół Wayne Fontana and the Jets, koncertujący w lokalnych klubach rodzinnego miasta. Na początku 1963 roku miał przesłuchanie, zorganizowane mu przez przedstawiciela jednej z wytwórni płytowych. Gdy kilku jego kolegów z zespołu nie przyszło, poprosił dwóch muzyków, gitarzystę Erica Stewarta i perkusistę Rica Rothwella o zastąpienie ich. Gdy przeszedł pomyślnie przesłuchanie, zaoferowano mu kontrakt nagraniowy, ale pod warunkiem, że będzie pracował z muzykami, którzy grali z nim na tymże przesłuchaniu. Na początku maja 1963 roku muzycy podjęli decyzję o założeniu nowego zespołu na bazie Wayne Fontana and the Jets wybierając dla niego nazwę Wayne Fontana and the Mindbenders; nazwa Mindbenders nawiązywała do granego właśnie kinach filmu pod tym tytułem (Mind Benders), z udziałem Dirka Bogarde’a. W debiutanckim składzie znaleźli się:
- Wayne Fontana (ur. jako Glyn Geoffrey Ellis 28 października 1945, Manchester) – główny wokal,
- Bob Lang (ur. jako Robert F. Lang 10 stycznia 1946, Manchester) – gitara basowa,
- Eric Stewart (ur. jako Eric Michael Stewart 20 stycznia 1945, Droylsden) – gitara prowadząca, wokal,
- Ric Rothwell (ur. jako Eric Richard? Rothwell 11 marca 1944, Stockport) – perkusja[1].

Wszyscy muzycy mieli już za sobą kilkuletnie występy w lokalnych, manchesterskich zespołach. Glyn Geoffrey Ellis zaczął działalność artystyczną jeszcze pod koniec lat 50. jako główny wokalista założonego przez siebie skifflowego zespołu The Velfins; wówczas to przyjął pseudonim Fontana, od nazwiska amerykańskiego perkusisty, D.J. Fontany.
21 czerwca 1963 roku zespół wydał swój debiutancki singiel „Hello Josephine”/„Road Runner”, który 17 lipca zajął 46. miejsce na brytyjskiej liście przebojów UK Singles Chart.

### 1964
Od 18 kwietnia do 17 maja 1964 roku zespół odbył długie tournée po Wielkiej Brytanii jako support Roya Orbisona.

### 1965
27 marca 1965 roku singiel zespołu „The Game of Love” wszedł na listy przebojów w Stanach Zjednoczonych dochodząc do 1. miejsca, jako jedyny hit zespołu na tamtejszym rynku. 2 kwietnia tego samego roku osiągnął pozycję nr 2. na brytyjskiej liście przebojów UK Singles Chart. 9 kwietnia zespół wystąpił na The New Musical Express Poll Winners' Concert w towarzystwie takich gwiazd jak: The Beatles, Tom Jones, The Kinks, The Moody Blues, The Rolling Stones i The Searchers, natomiast w sierpniu odbył swoje pierwsze tournée po Stanach Zjednoczonych, jako support Herman’s Hermits. W tym czasie doszło do nieporozumień w zespole co do jego profilu muzycznego. 6 października 1965 roku zapowiedziano rozwiązanie zespołu, co nastąpiło ostatniego dnia miesiąca. Dzień wcześniej, podczas ostatniego występu zespołu w The Pavilion w Buxton Gardens Fontana w połowie koncertu opuścił kolegów. Ci postanowili kontynuować działalność jako trio pod skróconą nazwą The Mindbenders. Rolę głównego wokalisty przejął Eric Stewart. 10 grudnia ukazał się debiutancki singiel tria, „A Groovy Kind of Love”, napisany przez spółkę autorsko-kompozytorską Carole Bayer/Toni Wine, jeden z nielicznych kobiecych zespołów zajmujących się pisaniem piosenek w latach 60. The Mindbenders powierzyli duetowi napisanie piosenek na trzy strony A swych kolejnych czterech singli.

### 1966
13 stycznia 1966 roku singiel wszedł na brytyjską listę przebojów UK Singles Chart dochodząc do 2. miejsca. 11 marca osiągnął pozycję nr 3. na liście The New Musical Express, a 30 kwietnia wszedł na listę Billboardu Hot 100 dochodząc do pozycji nr 2. 27 maja osiągnął tę samą pozycję na liście Cash Box, a w kolejnym tygodniu znalazł się na czele listy. 10 czerwca ukazał się debiutancki album zespołu, zatytułowany The Mindbenders. 25 czerwca osiągnął on 28. pozycję na UK Albums Chart. Sukcesu singla nie zdołał zdyskontować wydany w lipcu album A Groovy Kind of Love, osiągając zaledwie 92. miejsce na liście przebojów. W lipcu 1966 roku zespół odbył swoje ostatnie tournée po Stanach Zjednoczonych, a w sierpniu koncertował w Wielkiej Brytanii. We wrześniu wziął udział w trasie koncertowej Dusty Springfield.

### 1967
W kwietniu 1967 roku zespół wydał kolejny album studyjny, With Woman in Mind, jedno ze swych najbardziej śmiałych i oryginalnych dokonań, zapowiadające erę albumów koncepcyjnych, takich jak wydany kilka miesięcy później Sgt. Pepper’s Lonely Hearts Club Band The Beatles, czy jeszcze późniejsze S.F. Sorrow Pretty Things i Tommy The Who. Nie wydany w Ameryce, niezauważony gdzie indziej, pozostał dziełem zapomnianym, pomimo iż zawierał takie utwory jak „I Want Her, She Wants Me”, „Ashes to Ashes” czy zaskakujący „Schoolgirl” Grahama Gouldmana. W tym samym roku zespół napisał dwa utwory: „It's Getting Harder All of the Time” i „Off and Running” do filmowego hitu Nauczyciel z przedmieścia, w którym również wystąpił jako ich wykonawca.
W sierpniu 1967 roku na miejsce Rothwella przyszedł 16-letni perkusista i wokalista Paul Hancox. 8 września The Mindbenders wydali swój szósty singiel „The Letters”/„My New Day and Age”. Producentem pierwszego z utworów (cover zespołu The Box Tops) był Graham Gouldman, zaś aranżerem John Paul Jones. 20 września singiel doszedł do 42. miejsca na brytyjskiej liście przebojów (jako ostatni singiel zespołu.

### 1968
W marcu 1968 roku The Mindbenders opuścił Bob Lang, a na jego miejsce przyszedł basista Graham Gouldman. Doszedł też organista Jimmy O’Neil, a później kolejny gitarzysta, Geoff Foote. W listopadzie The Mindbenders odbyli ostatnią trasę koncertową, występując jako support The Who, z udziałem takich gwiazd jak The Crazy World of Arthur Brown, Joe Cocker and the Grease Band, Yes i Small Faces. 22 listopada zespół rozwiązał się. Przedtem jego szeregi opuścił Graham Gouldman. Po rozpadzie zespołu wspólnie z Erikiem Stewartem rozpoczął organizowanie studia nagraniowego Strawberry Studios w Stockport. Obaj zaprosili do współpracy młodych, manchesterskich muzyków Kevina Godleya i Lola Creme’a. Wśród pierwszych klientów studia znaleźli się: Neil Sedaka, drużyna piłkarska Manchester City F.C. oraz Wayne Fontana.